# چام‌دره (کوزان)
چام‌دره (به ترکی استانبولی: Çamdere) یک منطقهٔ مسکونی در ترکیه است که در قوزان (ترکیه) واقع شده‌است.